# 莱曼·海因
莱曼·海因（英語：Lyman Hine，1888年6月22日—1930年3月5日），生于布鲁克林，美国男子雪车运动员。他曾代表美国参加1928年冬季奥林匹克运动会雪车比赛，获得男子五人银牌。